# باومرسرودا
باومرسرودا (به آلمانی: Baumersroda) یک منطقهٔ مسکونی در آلمان است که در گلاینا واقع شده‌است. باومرسرودا ۳۵۰ نفر جمعیت دارد.